# Luise Kähler

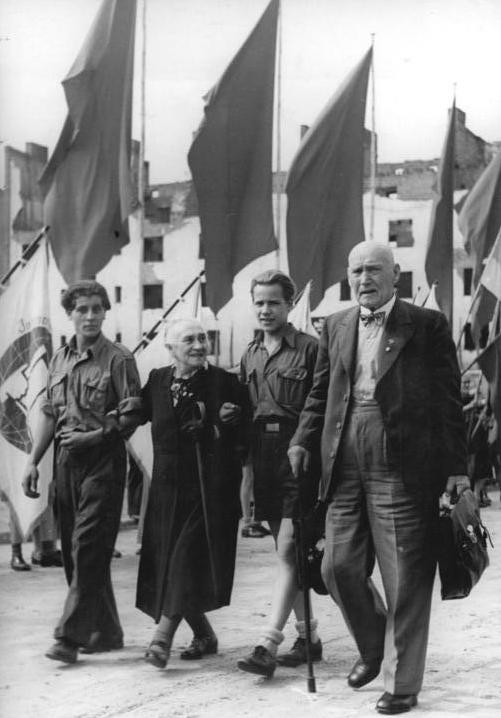
Luise Kähler auf dem III. SED-Parteitag, 2. v. links

Luise Kähler (geborene Girnth; * 12. Januar 1869 in Berlin; † 22. September 1955 ebenda) war eine deutsche Frauenrechtlerin, führende Gewerkschafterin und sozialdemokratische Politikerin.

## Leben
Luise Kähler war ab 1883 Dienstmädchen, später machte sie eine Schneiderlehre, war als Näherin und als Schiffsstewardess auf der Ostasienroute tätig. Im Jahr 1895 heiratete sie einen Handwerker, war Hausfrau und arbeitete erneut als Näherin in Hamburg.
Im Jahr 1902 trat Kähler der SPD bei. Zwischen 1906 und 1913 war sie Gründerin und Vorsitzende des Vereins der Dienstboten, Wasch- und Scheuerfrauen in Hamburg. Im Jahr 1907 war sie maßgeblich an der Errichtung eines Arbeitsnachweises beteiligt, um die Dienstmädchen vor Ausbeutung durch private Stellenvermittler zu schützen. Der Dienstmädchenverein wurde 1907 in das Hamburger Gewerkschaftskartell aufgenommen. Im selben Jahr war sie an der Gründung einer reichsweiten Hausangestelltenorganisation beteiligt. Nach dem Anschluss an den Verband der Hausangestellten im Jahr 1909 übernahm sie die Leitung der Hamburger Filiale.
Zwischen 1908 und 1913 wurde Kähler, zeitweise als einzige Frau, in den Vorstand des Hamburger Gewerkschaftskartells gewählt. Ihren Lebensunterhalt verdiente sie ab 1909 als besoldete Hilfsarbeiterin des Stellennachweises für Hausangestellte in Hamburg. Sie engagierte sich auch in den Konsumgenossenschaften, arbeitete für das „Hamburger Echo“ und warb für die SPD.
Von 1913 bis 1923 war Kähler Vorsitzende des Hauptvorstandes des Hausangestelltenverbandes mit Sitz in Berlin. Während des Ersten Weltkrieges unterstützte sie vorbehaltlos die Politik der freien Gewerkschaften. Sie kümmerte sich als um die Kriegsfürsorge der Berliner Arbeiterinnenbewegung und hat die Kranken- und Wöchnerinnenhilfe maßgeblich organisiert. Nach der Novemberrevolution hatte Kähler maßgeblichen Anteil an der Abschaffung der noch stark feudalen Gesindeordnung. Außerdem war sie 1918 Mitbegründerin der Arbeiterwohlfahrt.
Wegen sinkender Mitgliederzahlen des Hausangestelltenverbandes schloss sich der Verband an den Deutschen Verkehrsbund an, hier übernahm Kähler von 1923 bis 1933 die Stellvertretung der Leiterin der Fachgruppe Hausangestellte im Verkehrsbund beziehungsweise im Gesamtverband der Arbeitnehmer öffentlicher Betriebe. Daneben war Kähler von 1920 bis 1933 als einzige Frau Mitglied im Vorläufigen Reichswirtschaftsrat. Im Jahr 1927 nahm sie am internationalen Gewerkschaftskongress in Paris teil.
Zwischen 1919 und 1921 war Kähler Mitglied der verfassungsgebenden preußischen Landesversammlung. Anschließend war sie bis 1932 Mitglied des preußischen Landtages.
In der Zeit des Nationalsozialismus wurde die Wohnung Kählers ein konspirativer Treffpunkt des gewerkschaftlichen Widerstandes.
Nach 1945 wurde Kähler zunächst wieder in der SPD tätig. Obwohl sie in West-Berlin wohnte, trat sie zur SED über und kandidierte für das Berliner Abgeordnetenhaus als Spitzenkandidatin für den Bezirk Kreuzberg. Im Jahr 1948 wurde sie Ehrenmitglied des Demokratischen Frauenbundes Deutschlands. Die SED verlieh ihr 1953 den Karl-Marx-Orden.